# Villar de Rena (kommunhuvudort)
Villar de Rena är en kommunhuvudort i Spanien.   Den ligger i provinsen Provincia de Badajoz och regionen Extremadura, i den centrala delen av landet, 230 km sydväst om huvudstaden Madrid. Villar de Rena ligger 269 meter över havet och antalet invånare är 1 540.
Terrängen runt Villar de Rena är platt. Runt Villar de Rena är det ganska tätbefolkat, med 93 invånare per kvadratkilometer. Närmaste större samhälle är Villanueva de la Serena, 11,2 km söder om Villar de Rena. Trakten runt Villar de Rena består till största delen av jordbruksmark.